# Regional Railways

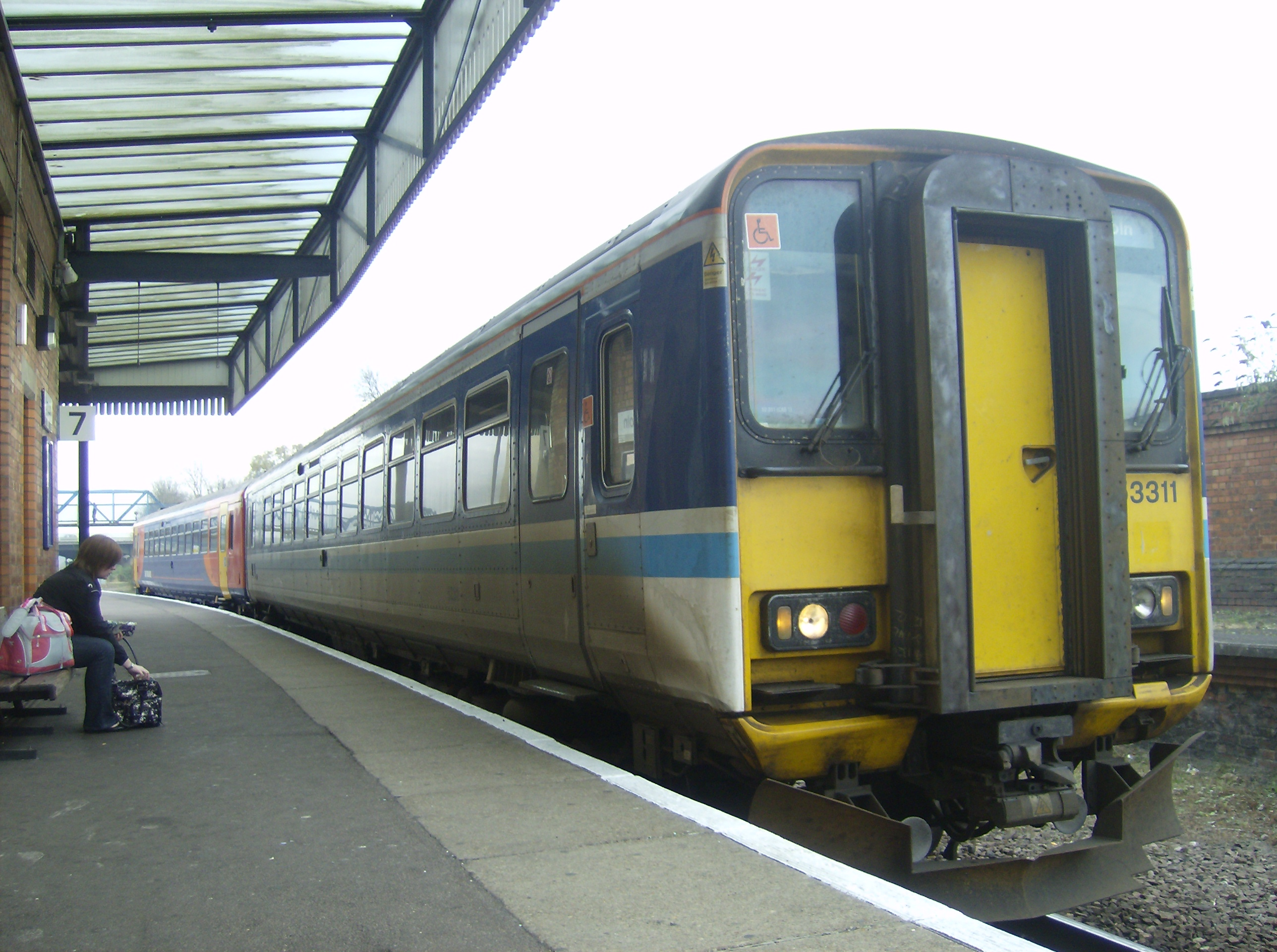
153311 in Lincoln Central Station am 17. November 2007, noch in Regional-Railways-Farbgebung

Regional Railways (englisch für regionale Eisenbahnen) war einer der drei Passagiersektoren von British Rail und bestand von 1982 bis 1996, zwei Jahre nach der Privatisierung von British Rail. Der Sektor wurde ursprünglich Provincial genannt.
Regional Railways wurde von den drei Sektoren von British Rail am stärksten subventioniert. Seine Ausgaben waren nach der Gründung viermal so hoch wie die Einnahmen.

## Gründung
Nach der Sektorisierung im Jahr 1982 wurde British Rail in drei Sektoren aufgeteilt: InterCity, für Schnellzüge; London & South East (umbenannt in Network SouthEast im Jahr 1986) für Regionalzüge im Bereich London; und Provincial (umbenannt in Regional Railways im Jahr 1989) für alle anderen Reisezüge. In den Metropolitan Counties wurden lokale Verbindungen von den Passenger Transport Executives verwaltet.

## Verbindungen
Regional Railways betrieb Lokal- und Expresszugverbindungen. Expresszüge wurden vor allem auf Nicht-Nebenlinien oder wenig frequentierten Strecken betrieben, wie von Birmingham oder Liverpool nach Norwich oder von Liverpool nach Scarborough, und wurden meistens mit älteren Lokomotiven und InterCity-Wagen betrieben. Später wurden diese Verbindungen mit Sprinter-Einheiten – vor allem die BR-Klasse 158 bei Expressverbindungen – bedient.
Lokale Verbindungen wurden auf Haupt- und Nebenstrecken und oft mit Dieseltriebzügen erster Generation betrieben, welche teils schon in den 1950er Jahren gebaut wurden. Züge mit längeren Laufstrecken wurden oft mit älteren Wagen und Lokomotiven wie die Baureihen 31, 40 und 45 ähnlichen Jahrgangs betrieben.

## Entwicklung neuer Fahrzeuge
Anfang der 1980er Jahre wurde in vielen Dieseltriebzügen und Personenwagen Asbest gefunden. Da die Entfernung sehr kostspielig gewesen wäre und die alten Fahrzeuge mittlerweile unrentabel geworden waren, wurde beschlossen, eine neue Generation von Dieseltriebzügen zu entwickeln.

### Pacers
Die Erste Generation (Pacers) verwendete die Bustechnologie aus der Busreihe Leyland National. Kurz nach der Einführung litt eine große Zahl von ihnen an einer Reihe von technischen Problemen, insbesondere im Bereich der Getriebe.
In Cornwall wurde festgestellt, dass ihr langer Radstand unerträgliche Quietschgeräusche verursacht und die hohen Räder viel Verschleiß in engen Kurven hatten, sodass sie kurze Zeit später wieder durch die alten Triebzüge ersetzt wurden.
Nach mehreren Umbauten bewiesen sich die Pacers im Verkehr als robust und zuverlässig.

### Sprinters

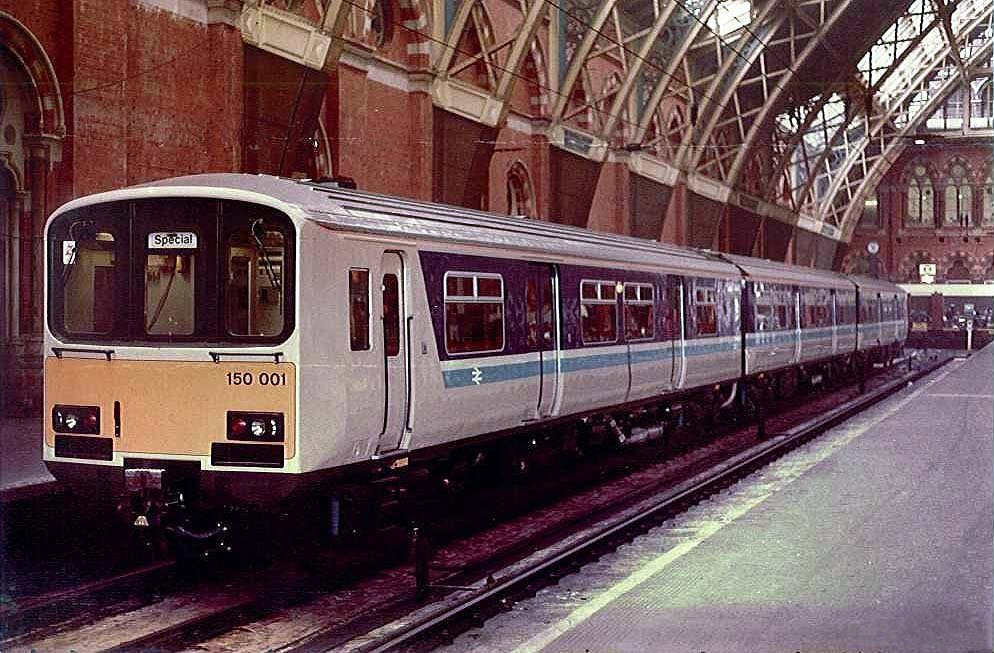
150001 bei London St. Pancras nach einer Schaufahrt, 1985

British Rail musste einen Mittelweg zwischen den Pacers und der Class 210 finden. Im Jahr 1984/1985 wurden zwei experimentelle Dieseltriebzugkonstruktionen in Betrieb genommen: die Class 150 von BREL und Class 151 von Metro-Cammell. Beide hatten einen dieselhydraulischen Antrieb und waren weniger busähnlich als die Pacers. Nach Studien wurde die Baureihe 150 für eine Serienproduktion ausgewählt und nahm im Jahr 1987 den Betrieb auf. Die Zuverlässigkeit wurde mit den neuen Zügen erhöht, sodass Depotbesuche von zwei- bis dreimal in der Woche auf zweiwöchentlich reduziert werden konnten.
Am Ende der 1980er Jahre und zu Beginn der 1990er Jahre wurden Sekundärschnellzüge eingeführt, die die InterCity-Linien vervollständigten. Die Class-155- und Class-156-Sprinters wurden entwickelt, um lokomotivbespannte Züge auf diesen Linien zu ersetzen; die Innenräume wurden so gestaltet, dass lange Reisen angenehmer wurden. Insbesondere wurden schottische und penninische Strecken mit Class 158-Express-Sprintern aufgerüstet, während ein Netzwerk von Alphaline-Verbindungen anderswo im Lande eingeführt wurde.
Bis Ende der 1980er Jahre wuchsen die Passagierzahlen und die Kosten waren nur noch zweieinhalbmal so hoch wie die Einnahmen.

## Farbgebung
Von 1986 an verwendete Provincial eine Version der Prototyplackierung der Klasse 150: „Flugzeug“-Blau über Weiß, mit einem hellblauen Streifen in Hüfthöhe. Sowohl alle neue Einheiten als auch ausgewählte alte, wie die Class-304-Elektrotriebzüge, bekamen die neue Farbgebung. Einige Wagen und Triebzüge erhielten die Farbgebung mit „ScotRail“- oder „Trans-Pennine“-Marken.
Die Klasse 158, eingeführt im Jahr 1989, erschien in „Express“-Farbgebung: dunkelgraue Fensterrahmen über hellgrau, mit hell- und dunkelblauen Streifen auf Hüfthöhe. Dieses Farbschema wurde ebenfalls bei einigen Class-156-Triebzügen in der Zeit um die Privatisierung aufgebracht.
Das letzte Fahrzeug, das die Regional-Railways-Farbgebung bekam, war ein Klasse-153-Triebwagen, der im Juli 2008 die East-Midlands-Trains-Lackierung bekam.

## Aufteilung bei der Privatisierung

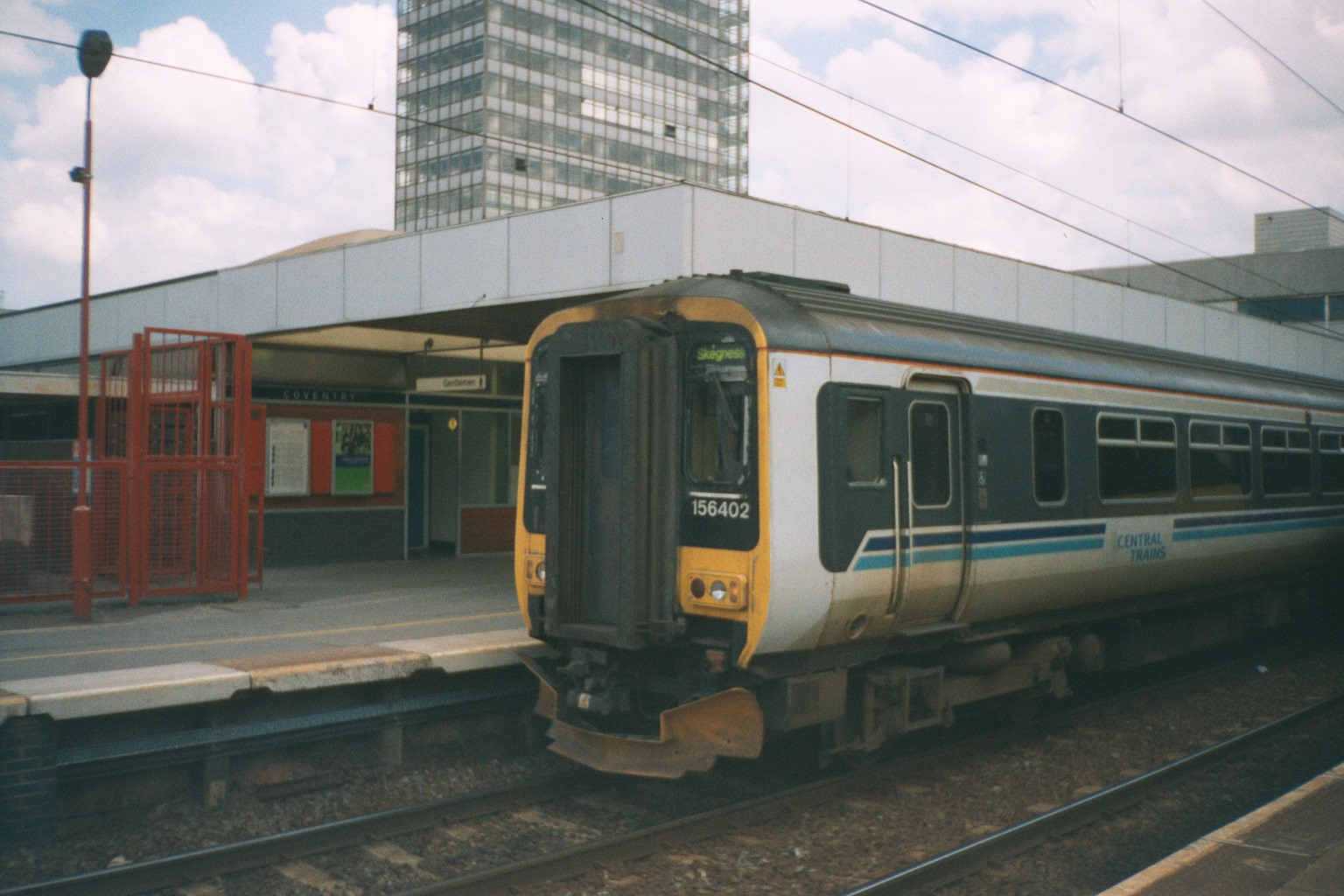
Ein Central-Trains-Class-156-Dieseltriebzug bei Coventry im Jahre 2000 in der alten British-Rail-Farbgebung, aber mit einem Central-Trains-Namenszug

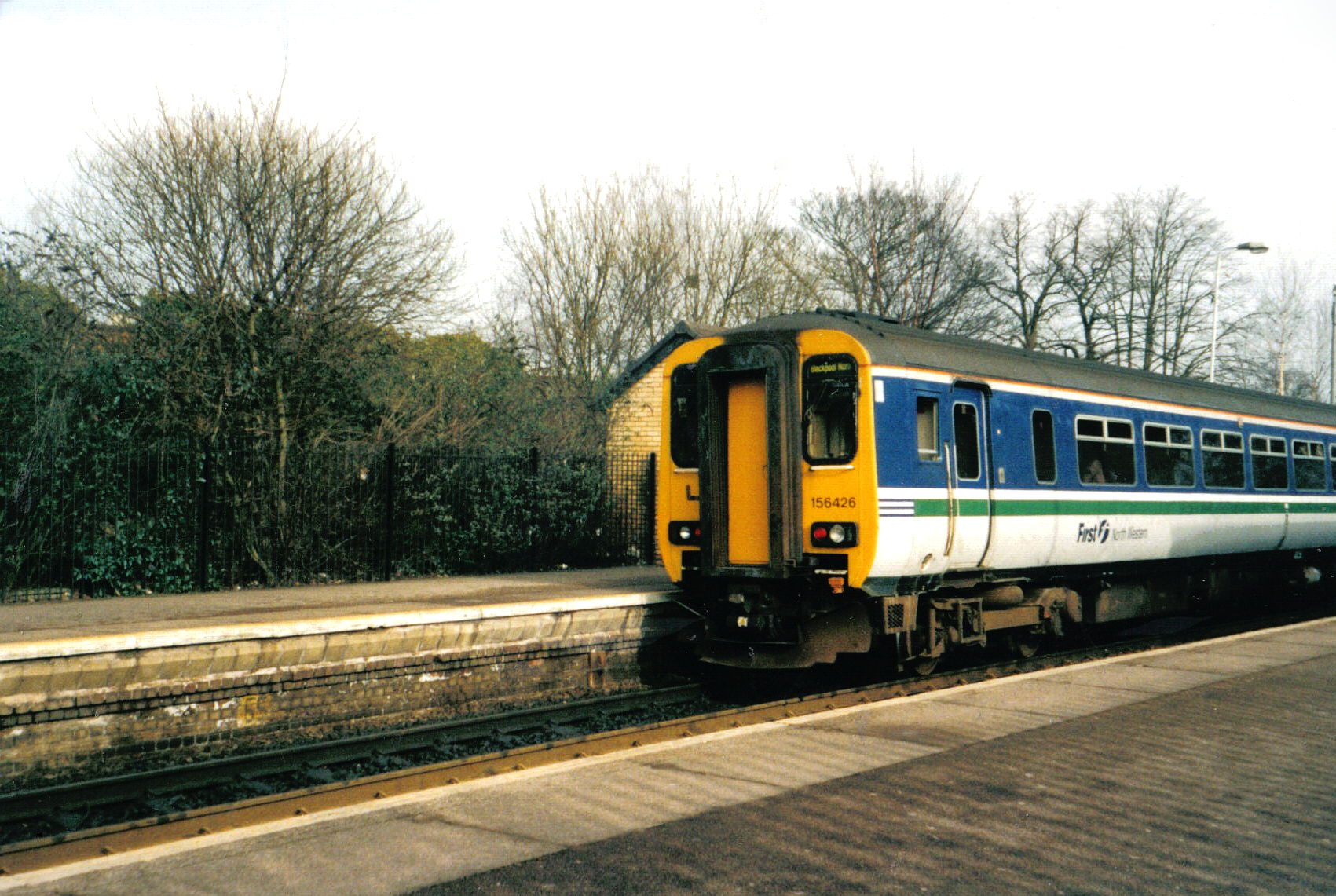
Ein FirstGroup-North-Western-Class-156-Triebzug bei Romiley in der Nähe Manchesters im Jahre 2001 in der Regional-Railways-Nordwest-Farbgebung

Als Teil der Privatisierung zwischen 1994 und 1997 wurde Regional Railways in einige Teile aufgeteilt, welche später eigenständige Unternehmen wurden:
| Train Operating Unit         | Routes |
| ---------------------------- | --- |
| Anglia Railways              | Verbindungen in Ostanglien (kombiniert mit InterCity-Verbindungen in dieser Region).                                                                     |
| Cardiff Railway Company      | Städtische Valley-Lines-Verbindungen um Cardiff/Caerdydd, davor integriert in der Süd-Wales-und-West-Division.                                           |
| Central Trains               | Zentrale Division von Regional Railways, abzüglich der zu Anglia Railways übertragenen Verbindungen. Deckte die englischen Mittelländer und Mittelwales. |
| Merseyrail Electrics         | Das Netz elektrifizierter Strecken zentriert auf Liverpool.                                                                                              |
| North West Regional Railways | Verbindungen in Nordwestengland und in Nordwales. |
| Regional Railways North East | Verbindungen in Nordostengland. |
| ScotRail                     | Die Mehrheit der Verbindungen innerhalb Schottlands. |
| South Wales & West Railway   | Ein großes, auf Südwales und dem Südwesten zentriertes, Verbindungsnetz.                                                                                 |